# Сан-Мартин (футбольный клуб, Тукуман)
«Сан-Марти́н» Тукуман (исп. Club Atlético San Martín de Tucumán) — аргентинский футбольный клуб из города Сан-Мигель-де-Тукуман, административного центра провинции Тукуман. На данный момент выступает во второй футбольной лиге Аргентины.

## История
Клуб основан 2 ноября 1909 года, назван в честь героя Аргентины Хосе де Сан-Мартина.
«Сан-Мартин» (Тукуман) был участником элитного дивизиона Аргентины (Насьональ) в 1968—1985 годах, а также в сезонах 1988/89 и 1991/92. 20 ноября 1988 года «Сан-Мартин» добился своей самой громкой победы в истории, разгромив в Буэнос-Айресе легендарную «Боку Хуниорс» со счётом 6:1.

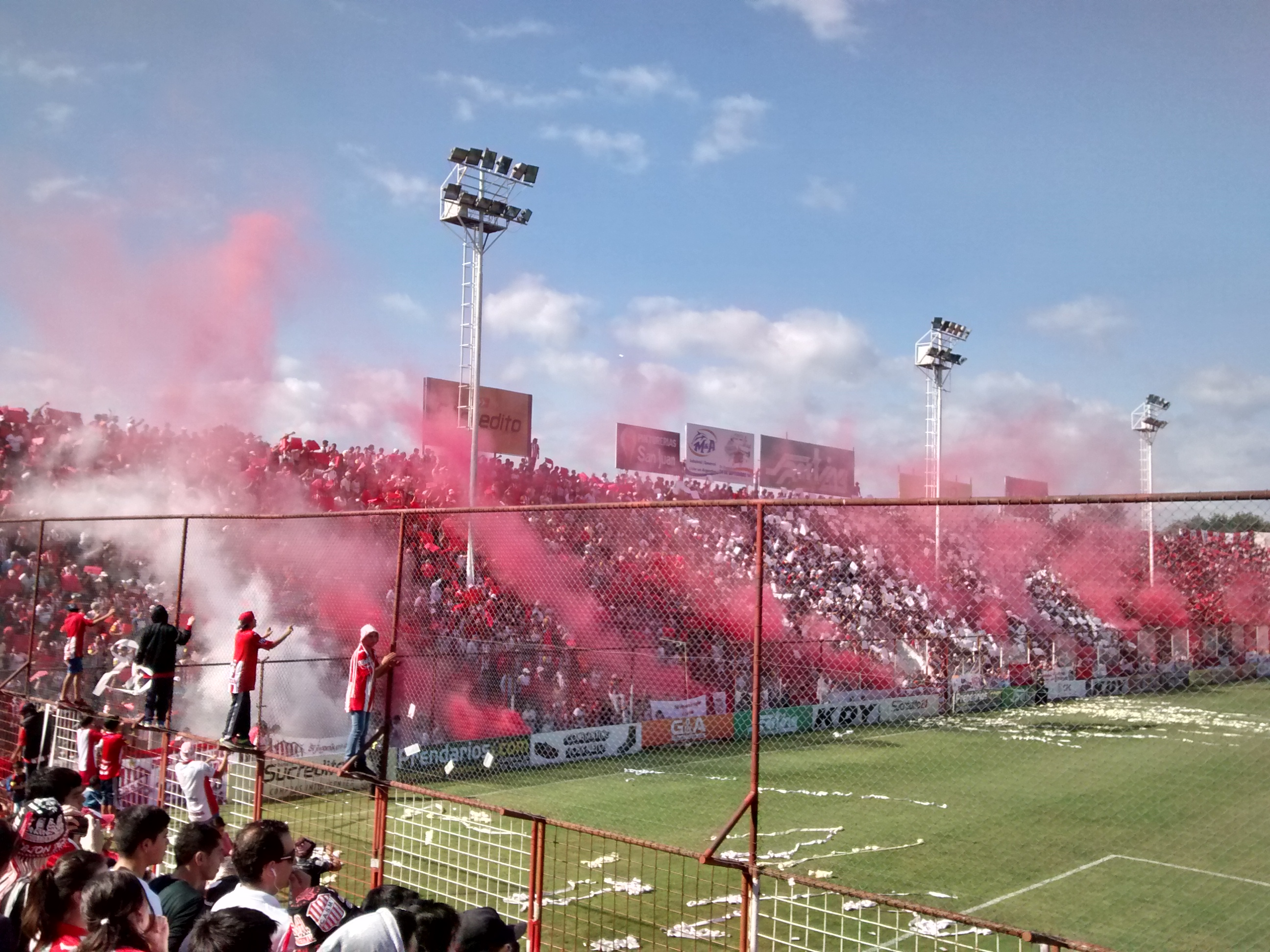
Трибуна стадиона «Ла-Сьюдадела».

По итогам сезона 2007/08 клуб вновь добился права участвовать в Примере А Аргентины. Примечательно, что в том же сезоне одноимённая команда из города Сан-Хуан покинула элиту, проведя там лишь год. С 2011 года команда выступала в Торнео Архентино A, третьем по уровню дивизионе чемпионата Аргентины. В 2016 году вышла в Примеру B Насьональ. В 2018 году вышла в Суперлигу, но провела в элите лишь один сезон.

## Достижения
- Победитель Примеры B Насьональ (1): 2007/08
- Победитель Торнео Архентино B (четвёртый дивизион) (1): 2004/05